# قفازات الفرن
قفازات الفرن أو الجُعالَة أو القفازات بشكل عام، هي قفازات معزولة أو قفازات غير كاملة تُلبس في اليد في المطبخ؛ لحماية يد مُرتديها من الأدوات الساخنة مثل الأفران والمواقد وآنية طهو وإلخ. و هي تُشبه حامل الأوعية. قفازات القماش تتكون من عازل للحرارة مُحاط بأنسجة القطن، عادة  تتشكل بأنماط زُخرفية. يغلب أن تُعالج قفازات الفرن الجديدة بالسيليكون، والذي يجعلها مقاومة للماء والبقع، أو تكون مصنوعة من مواد اصطناعية قوية مثل الكيفلار والنومكس. تُباع قفازات الفرن فردية بدلاً من أزواج، هي مُصممة لتُلبس بأي من اليدين.

## في اللغة
ورد في كتاب فقه اللغة وأسرار العربية للثعالبي: «الجُعَالَةُ الخِرْقَةْ تُنْزَلُ بِهَا القِدرُ، عَنِ الأصْمَعِي».